# Iglesia de San Pedro (Los Santos de la Humosa)
La iglesia parroquial de San Pedro Apóstol es una edificación religiosa situada en el municipio madrileño de Los Santos de la Humosa. Se trata de la edificación más antigua del pueblo, y está catalogada como bien de interés cultural desde el año 1983.

## Historia
Su construcción comenzó en el año 1562 bajo la dirección del maestro de obras Nicolás Ribero, que también dirigía las obras de la iglesia de Nuestra Señora de la Asunción de Meco. La construcción fue concluida por Pedro Lamaza en 1677.
Se la describe en la Historia de Madrid y de los pueblos de su provincia (1921) de Juan Ortega Rubio de la siguiente manera:

La antigua parroquia de San Pedro, cuya fábrica es sencilla y sólida, se levanta en los más alto del terreno, desde cuyo sitio se descubre dilatado horizonte. En su interior se adoran buenas imágenes y un cuadro, muy estimado por los vecinos, que representa Nuestra Señora de la Concepción. El curato es de ascenso.
(Ortega Rubio, 1921, p. 75)

## Descripción
La iglesia se sitúa en la parte más alta del pueblo. De estilo gótico y renacentista, se caracteriza por su estilo sencillo, y su aspecto sólido y macizo. La iglesia es de una única nave con tres tramos. El ábside es poligonal. La iglesia es de sillería caliza y mampostería. 
En el pórtico, al que se accede a través de una escalinata, destacan sus tres arcos de medio punto, sustentados por pilares cuadrados. La torre está compuesta por tres cuerpos. Junto a la poligonal cabecera se adosa un pequeño edificio de la sacristía.
La iglesia es de una sola nave, dividida en su interior en tres tamos. Tanto la nave como la cabecera están cubiertas con bóvedas de aristas.